# SC Sand (femenino)

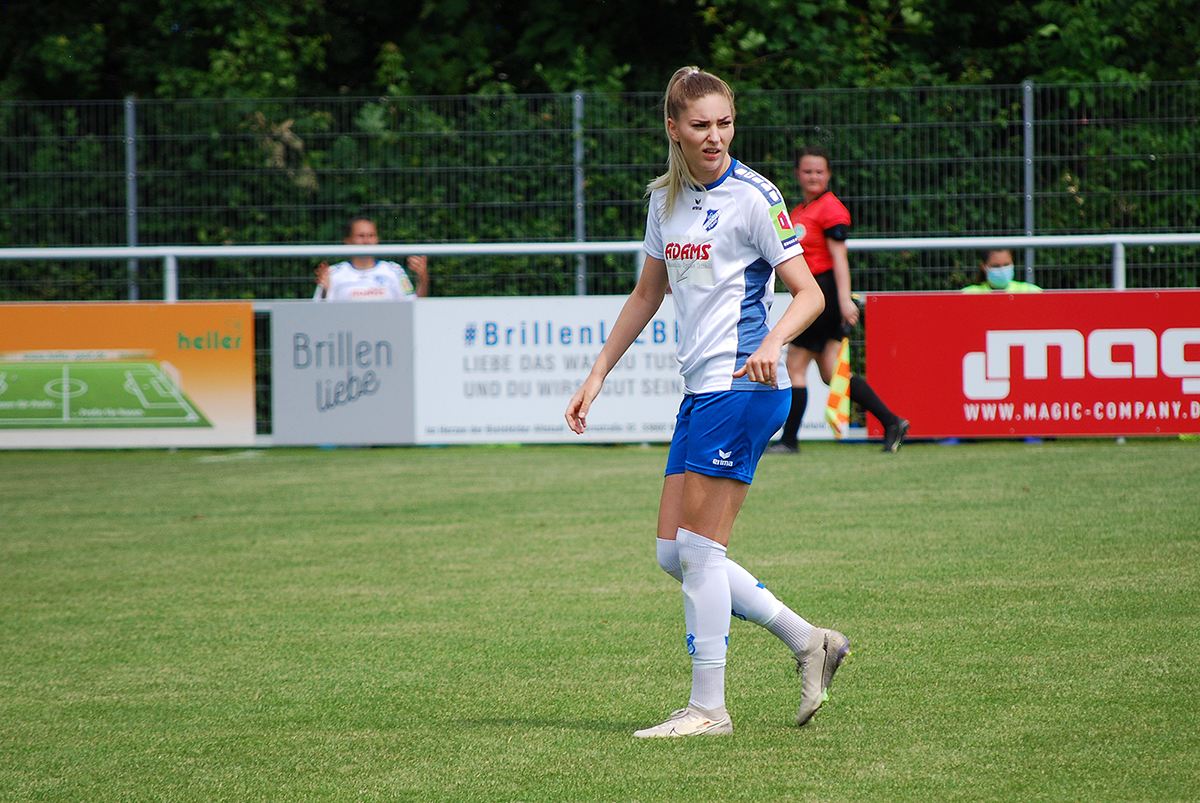
La centrocampista del SC Sand Ricarda Schaber durante un partido de cuartos de final de la Copa DFB femenina en Arminia Bielefeld el 3 de junio de 2020.

El SC Sand Frauen es la sección femenina del SC Sand, un club de fútbol alemán. Viste de azul, y juega en el Kühnmattstadion de Willstätt, junto a la frontera con Francia.
El SC Sand, fundado en 1946, creó la sección en 1980. Alcanzó la Bundesliga en 1996, pero descendió a la primera. Ha llegado a los cuartos de final de la Copa en 2006, 2007 y 2014.
En 2014 el Sand regresó a la Bundesliga casi 20 años después.

## Trayectoria
|              | 83 | 84 | 88 | 86 | 87 | 88 | 89 | 90 | 91 | 92 | 93 | 94 | 95 | 96 | 97 | 98 | 99 | 00 | 01 | 02 | 03 | 04 | 05 | 06 | 07 | 08 | 09 | 10 | 11  | 12 | 13 | 14 | 15  | 16 | 17 |
| ------------ | -- | -- | -- | -- | -- | -- | -- | -- | -- | -- | -- | -- | -- | -- | -- | -- | -- | -- | -- | -- | -- | -- | -- | -- | -- | -- | -- | -- | --- | -- | -- | -- | --- | -- | -- |
| Bundesliga   |    |    |    |    |    |    |    |    |    |    |    |    |    |    | 6º |    |    |    |    |    |    |    |    |    |    |    |    |    |     |    |    |    | 10º | 9° | 8° |
| 2.Bundesliga |    |    |    | 9º | 7º | 6º | 8º | 8º | 6º | 1º | 4º | 3º | 3º | 1º |    | 4º | 4º | 2º | 5º | 2º | 1º | 6º | 4º | 6º | 7º | 6º | 8º | 6º | 11º |    | 3º | 1º |     |    |    |
| Regionalliga | 6º | 2º | 1º |    |    |    |    |    |    |    |    |    |    |    |    |    |    |    |    |    |    |    |    |    |    |    |    |    |     | 1º |    |    |     |    |    |